# Assembleia Popular (Brasil)
A Assembleia Popular é um fórum brasileiro criado com o objetivo de construir um processo político de democracia direta e ser também um espaço de aglutinação e fortalecimento nos movimentos sociais.

## Histórico

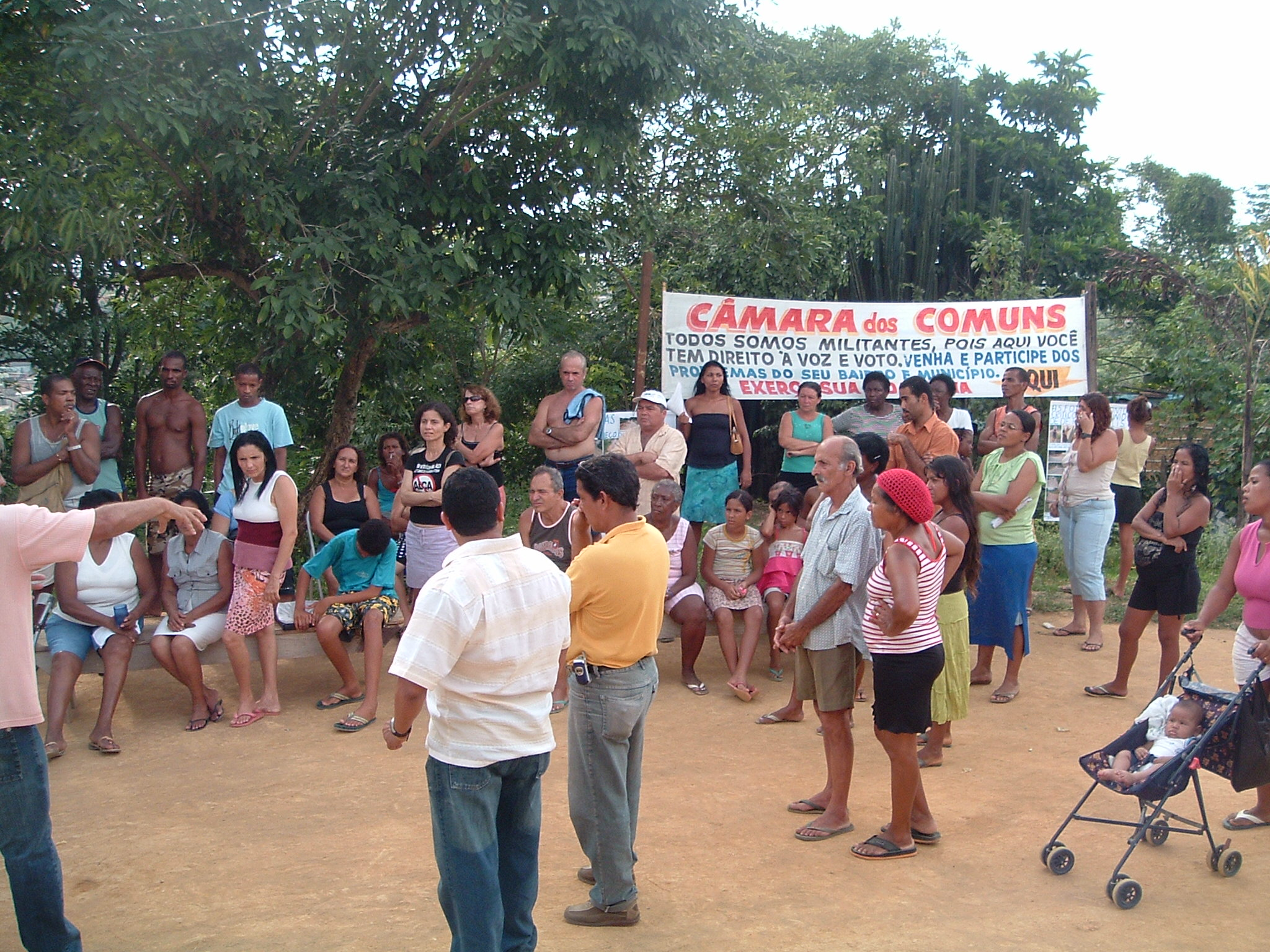
Assembleia popular em Belford Roxo no Rio de Janeiro.

Foi realizado em 1999, pela Campanha Jubileu, o plebiscito popular “a vida acima da dívida”, questionando a legitimidade da dívida externa. Exigindo-se o cumprimento do que está na Constituição de 1988: a realização de uma auditoria pública desta dívida.
Ainda em 1999, a campanha Jubileu 2000 entrou numa rede maior reagrupando quase todas as campanhas contra a dívida de América Latina, África e Ásia, denominada  “Campanha Jubileu Sul/Brasil”.
Em 2001 o governo Brasileiro estava em processo de negociação da ALCA (Área de Livre Comércio das Américas) e da entrega da base espacial de Alcântara (próximo a São Luiz do Maranhão) ao exército dos Estados Unidos. Segundo avaliação da Campanha Jubileu Sul, estas propostas seriam catastróficas para a economia e soberania política da América Latina.

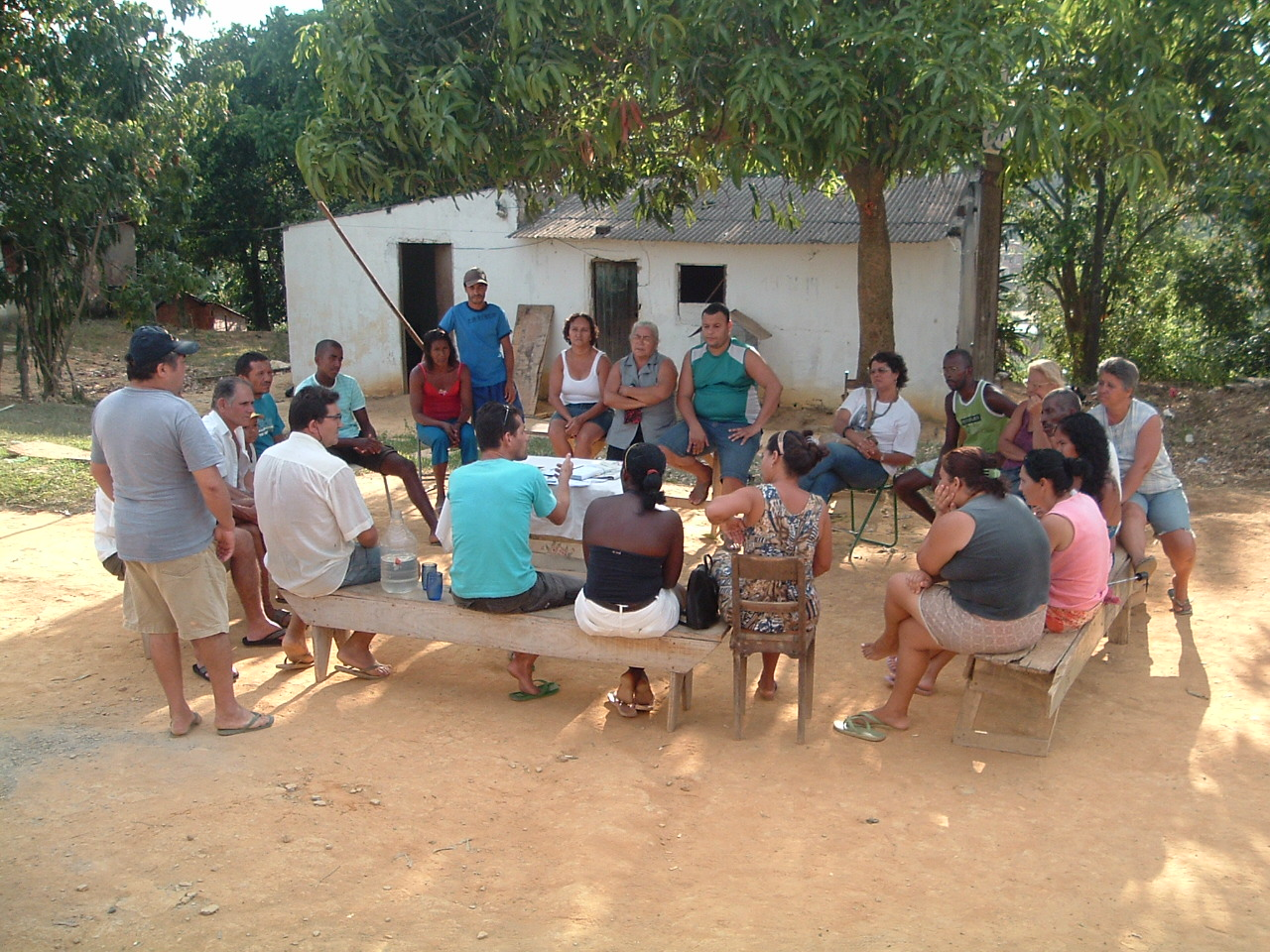
As assembleias populares acontecem em qualquer lugar, inclusive no meio da rua.

A Campanha organizou então um plebiscito nacional popular contra a ALCA.  Mais de 10 milhões de pessoas votaram contra a ALCA e a entrega da base de Alcântara (Maranhão). Em maio de 2004 a CNBB lançou a Semana Social  “Mutirão por um novo Brasil”. Foram mais de 250 encontros para discutir temas como o Estado brasileiro no século XXI, a auditoria da dívida entre outros. Esses muitos encontros, com grande participação de muitos movimentos sociais, no final de 2005, juntaram as contribuições sobre “o Brasil que queremos”.
Simultaneamente, a Campanha Jubileu Sul programou para o ano 2005 assembleias populares em todos os níveis que desembocariam, no final do ano, numa Assembleia Nacional.
A primeira Assembleia Popular Nacional aconteceu em Brasília, em outubro de 2005, com a presença perto de 8.000 participantes. A Assembleia elaborou o texto: “O Brasil que queremos. Assembleia Popular Mutirão por um Novo Brasil”. Nascia assim a  Assembleia Popular.

## Objetivos
A "Assembleia Popular" objetiva construir, por todas as localidades do país, fóruns de organização popular, as assembleias populares, em diversos níveis: de bairros, municipais, estaduais e nacionais. Estas assembleias visam transferir poder político diretamente para a população. Todo o processo foi fruto de um sentimento de descrença popular na política representativa em seus diversos níveis: Parlamentar, Sindical e na direção dos próprios movimentos sociais.

## Princípios
A "Assembleia Popular" estimula cada indivíduo a ser um ente pensante elaborador e atuante, diminuindo a importância de qualquer representante seu, seja ele Político, liderança sindical ou dos próprios movimentos. A "Assembleia Popular" tem caráter Socialista sem se prender, nem negar, nenhuma doutrina política socialista, seja Marxista, Anarquista ou outra qualquer. A "Assembleia Popular" tem caráter anti-Neoliberal.

## Contexto Internacional
A Assembleia Popular não é um fenômeno exclusivamente brasileiro. Ela vem de um contexto internacional que começou por volta do início da década de 90 e ganhou força no início do século XXI. Este fenômeno, da busca por democracia direta, veio em consequência das vitórias eleitorais de partidos identificados como “esquerda” na Europa e América Latina. Parte do eleitorado destes partidos queriam mudanças estruturais mais profundas e se sentiram frustrados com os governos, identificando nestes uma continuação do projeto Neoliberal.  Dentro desta onda pela democracia direta podemos identificar: O movimento Zapatista e a Assembleia Popular de Oaxaca, no México, os movimentos Bolivarianos na Venezuela, Bolívia e Equador, Movimento de Fábricas Recuperadas da Argentina, dentre outros.

## Funcionamento
A Assembleia Popular (AP) é um fórum, com funcionamento descentralizado. Não existe uma hierarquia funcional entre as instâncias. A AP Nacional não tem poder de mando sobre as estaduais, apenas fornece orientações, que  podem ou não ser seguidas, de acordo com suas necessidades locais. O mesmo no que se refere as AP estaduais e os movimentos que a compõe. Na reuniões da AP nacional e nas estaduais raramente se é levado alguma decisão para votação. Como não há obrigatoriedade de cumprimento das decisões, os discordantes simplesmente não a executarão, não sendo necessárias votações. Na AP não há a figura da “filiação”.  Todos que aparecem nas reuniões são considerados participantes. Assim sendo a AP tem muito pouco controle para saber qual o seu número de participantes.

## Execução de militante
Em 19 de março de 2009 um integrante da Assembleia Popular é assassinado em Nova Iguaçu, estado do Rio de Janeiro. Oséias José de Carvalho, presidente da Associação de Moradores de Campo Belo, e histórico militante na luta pela moradia e importante apoiador da luta dos moradores da Ocupação 17 de Maio, também em Nova Iguaçu.
O seu assassinato foi atribuído à milícias locais, sem que fossem identificados formalmente os mandantes do crime. Na mesma madrugada em que Oséias foi assassinado, uma outra execução aconteceu próximo à ocupação. Um antigo morador da região conhecido como Jadir, que havia confirmado na justiça o abandono da área ocupada antes da entrada das famílias em 17 de maio de 2003, foi morto em sua residência.
Cinco dias após as execuções a justiça deu um parecer definitivo indeferindo a ação de reintegração de posse contra os moradores da Ocupação 17 de Maio. movida pela imobiliária Brasil Central que desde 2003 se apresentava como proprietária da área.